# 汪洋訓示台灣媒體人事件
汪洋訓示台灣媒體人事件，是指主管台灣事務的中共中央政治局常委、全國政協主席汪洋在2019年北京第四屆兩岸媒體人峰會的閉門談話場合，提出「一國兩制」，訓示在場台灣媒體人的事件；汪洋閉門談話的錄音檔被外流後，隨即引起了台灣各界的關注。

## 經過
2019年5月10日，第四屆兩岸媒體人北京峰會在北京市舉行，並由北京日報報業集團主辦、旺旺集團協辦，出席的台灣媒體人包括旺旺中時媒體集團高層、聯合報系高層、TVBS高層及東森電視高層等人；中共中央台灣工作辦公室主任劉結一在開幕式上致詞時表示「四點期待」，汪洋則是在閉門談話中訓示：
|        | - 我看台灣當局估計連兩年以後的事都保證不了。 - 美國人會為台灣問題和大陸打一仗嗎？我估計不會。 - 當年兩岸關係解凍，菁英界的、媒體界的朋友們立了汗馬功勞；現在我們要實現「和平統一」，實現「一國兩制」，仍要靠媒體界的朋友們共同努力。 - 我（汪洋）去年見蔡衍明董事長的時候，他（蔡衍明）就說，他們堅持「九二共識」，日子很不好過。我當然就說，艱難困苦，玉汝于成，正是因為你不好過，將來有一天，如果實現了統一，你的堅持才變得很有價值。 |
| ——汪洋 | |

5月11日，汪洋閉門談話的錄音檔被外流後，隨即引起了台灣各界的關注。

## 台灣媒體參訪團
第四屆兩岸媒體人北京峰會台灣媒體參訪團，由旺旺集團蔡衍明董事長帶領：

### 最高顧問
| 姓名   | 單位職稱                         |
| ------ | -------------------------------- |
| 蔡衍明 | 旺旺集團暨旺旺中時媒體集團董事長 |

### 榮譽團長
| 姓名   | 單位職稱         |
| ------ | ---------------- |
| 胡志強 | 旺旺集團副董事長 |

### 團長
| 姓名   | 單位職稱                               |
| ------ | -------------------------------------- |
| 蔡紹中 | 旺旺集團副董事長、旺旺中時媒體集團總裁 |

### 顧問
| 姓名 | 單位職稱                                   |
| ---- | ------------------------------------------ |
| 徐濤 | 威盛與宏達電集團全球副總裁兼大陸地區行政長 |

### 報紙媒體
| 姓名   | 單位職稱                 |
| ------ | ------------------------ |
| 黃素娟 | 經濟日報社長             |
| 翁得元 | 經濟日報總主筆兼副社長   |
| 范凌嘉 | 聯合報總編輯             |
| 劉秀珍 | 經濟日報大陸事務總監     |
| 汪莉絹 | 聯合報大陸新聞中心主任   |
| 黃清龍 | 中國時報發行人、旺報社長 |
| 王丰   | 中國時報社長             |
| 戎撫天 | 中國時報暨旺報總主筆     |
| 陳國瑋 | 工商時報社長             |
| 黃肇松 | 中華日報榮譽董事長       |
| 劉于菁 | 真晨報董事長             |
| 林文雄 | 台灣導報社長             |
| 陳麗櫻 | 台灣導報董事長           |

### 廣播
| 姓名   | 單位職稱                           |
| ------ | ---------------------------------- |
| 林俊杰 | M Radio總經理                      |
| 莊文勤 | 台中廣播股份有限公司創辦人         |
| 莊子富 | 台中廣播股份有限公司總經理         |
| 陳全斌 | 成功廣播股份有限公司董事長         |
| 蘇恩恩 | 古都廣播股份有限公司總經理         |
| 陳宏津 | 台灣廣播商業同業公會理事長         |
| 梁修昆 | 台灣聲音廣播興業股份有限公司總經理 |
| 孫玉珍 | 山城廣播電台股份有限公司總經理     |
| 孫國祥 | 好事聯播網副董事長                 |
| 袁韵樺 | 鳳鳴廣播股份有限公司董事暨執行副總 |
| 呂培元 | 台灣廣播電視節目協會理事長         |
| 楊碧村 | 東方廣播股份有限公司董事長         |
| 凃進益 | 鄉土之聲廣播股份有限公司董事長     |
| 丁文棋 | 台灣廣播電視節目協會榮譽理事長     |
| 卓蓉萱 | 東方廣播股份有限公司台長           |
| 張哲榮 | 蓮友廣播電台股份有限公司副台長     |

### 電視台
| 姓名   | 單位職稱                                   |
| ------ | ------------------------------------------ |
| 邱佳瑜 | 旺旺中時媒體集團副總裁、中國電視公司董事長 |
| 胡雪珠 | 中國電視公司總經理                         |
| 楊盛昱 | TVBS執行副總經理                           |
| 林大法 | TVBS海外發展部總監                         |
| 陳立元 | 東森電視副總經理                           |
| 王凌霄 | 東森電視新聞部副理                         |
| 王一中 | 中天電視新聞部助理總監                     |
| 王又正 | 中天電視新聞部政治大爆卦節目主持人         |
| 張文山 | 中天邀約嘉賓                               |
| 張銘志 | 中天邀約嘉賓                               |

### 新媒體
| 姓名   | 單位職稱              |
| ------ | --------------------- |
| 馬詠睿 | 東森新聞雲董事長      |
| 俞雨霖 | 台灣中評社社長        |
| 林淑玲 | 台灣中評社總編輯      |
| 楊方儒 | Knowing創辦人暨總編輯 |
| 賴岳謙 | 中時電子報社長        |
| 呂庭華 | 時際創意傳媒總經理    |
| 刁洪智 | 鉅亨網董事長          |

### 雜誌
| 姓名   | 單位職稱                         |
| ------ | -------------------------------- |
| 戚嘉林 | 祖國文摘社長                     |
| 石靜文 | 世界女記者與作家協會榮譽顧問     |
| 陳肅瑜 | 時報周刊、周刊王雜誌社長兼總編輯 |

### 出版界
| 姓名   | 單位職稱                                     |
| ------ | -------------------------------------------- |
| 楊克齊 | 財團法人中華出版基金會董事長                 |
| 王祿旺 | 財團法人中華出版基金會常務董事、世新大學教授 |
| 馬立懿 | 財團法人中華出版基金會董事                   |
| 陳純純 | 台灣出版商業同業公會聯合會副秘書長           |
| 張雲喬 | 財團法人中華出版基金會副執行長               |

### 旺旺集團
| 姓名   | 單位職稱                                     |
| ------ | -------------------------------------------- |
| 林天良 | 旺旺集團暨旺旺中時媒體集團北京辦事處首席代表 |
| 施明黎 | 旺旺中時媒體集團公共事務處長                 |
| 王銘義 | 旺旺集團暨旺旺中時媒體集團北京辦事處副代表   |
| 李柏橖 | 旺旺集團北京總廠總廠長                       |

### 影視文創
| 姓名   | 單位職稱                                                   |
| ------ | ---------------------------------------------------------- |
| 李蕙   | 諾耶廣告股份有限公司董事長兼美國艾美獎評審                 |
| 陳玲珍 | CNEX集團創辦人暨執行長                                     |
| 賴總筆 | 上海恩橋依影視傳媒有限公司總經理                           |
| 黃朝亮 | 想亮影藝股份有限公司總經理                                 |
| 鄧長富 | （前）華視文化公司董事長、台灣鄧麗君文教基金會董事長       |
| 羅法平 | 鑫盛集團董事長                                             |
| 劉瑋慈 | 星勢力娛樂公司董事長                                       |
| 林宜標 | 時藝多媒體傳播股份有限公司、上海旺時文化傳播有限公司總經理 |
| 林淑黛 | 旺旺中時文化傳媒北京公司總經理                             |
| 李彥甫 | 聯合數位文創股份有限公司董事長                             |
| 楊忠衡 | 財團法人廣藝基金會董事長                                   |
| 許和捷 | 台灣大學系統文化基金會董事                                 |
| 游冉琪 | 人文遠雄博物館董事長                                       |
| 彭彥倫 | 北京華威全球文化發展有限公司副董事長                       |
| 陳克威 | 北京華威全球文化發展有限公司總經理                         |

### 其他
| 姓名   | 單位職稱                                 |
| ------ | ---------------------------------------- |
| 吳永乾 | 世新大學校長                             |
| 馬道明 | 高雄市新聞記者公會理事長                 |
| 曠湘霞 | 中華新聞記者協會理事                     |
| 郭冠英 | 專欄作家                                 |
| 袁天明 | 台北市新聞記者公會理事長                 |
| 何溢誠 | 台灣青年聯合會理事長、匯流新聞網副總編輯 |
| 林蔚丞 | 台灣青年聯合會副理事長                   |
| 陳建維 | 台北市青年聯合會理事長、旺報專欄作者     |

## 後續相關事件
5月19日，首屆粵港澳大灣區媒體峰會在廣州舉行，同時有七家台灣媒體人出席。6月23日，網路紅人陳之漢與時代力量立法委員黃國昌合作舉辦「拒絕紅色媒體、守護臺灣民主」遊行。

## 各界反應

### 台灣

#### 政府單位、各政黨與政治人物
中央政府方面，5月12日，中華民國總統蔡英文表示：「政府長期以來都有注意國內媒體受到中國壓力的情況，這件事也證實了確實如此」。中華民國外交部部長吳釗燮表示：「中共這場新戰役只有一個目標，就是從內部擊潰『捍衛自由民主第一線的台灣』」。
5月13日，中華民國國家安全局副局長柯承亨表示：「台灣是一個自由民主開放的社會，不需要共產國家，尤其是他們沒有新聞自由，來告訴我們媒體應該要怎麼做，所以我們是覺得這次是明顯的干預我們的新聞自由」。
政治人物方面，5月11日，民主進步黨立法委員王定宇表示：「對這群朝拜中共的媒體高層來說，『風骨』是一種菜市場有在賣的東西！」。中華民國前外交官劉仕傑表示：「你（胡志強）當過外交部長ㄟ！汪洋的話，你吞的下去？」。
5月14日，時代力量立法院黨團召開「制裁敵國收買、散佈不實資訊媒體」記者會。會中立法委員黃國昌表示，接受境外敵對勢力指使，散布不實訊息，危害國家安全或自由民主憲政秩序的廣電媒體，應該重罰或廢止其許可並註銷其執照。且最理想的做法是立「反媒體壟斷法」或「反侵略滲透法」等專法。

#### 出席者與代表單位的回應
台灣媒體參訪團榮譽團長為旺旺集團副董事長胡志強，他也是北市府大陸小組委員，引起網友呼籲台北市長柯文哲將胡志強從小組剔除。對此，柯文哲5月12日受訪表示，只是聽聽意見，沒有要照單全收。柯文哲強調，他只是一個委員，聽一聽大家的意見，但是又沒有叫你照單全收，超越藍綠不是消滅藍綠，而是在藍綠在台灣島上能和諧生存，「國家的主軸我們自己把握住就好，每個人都可以講他的意見，但是聽聽而已」。
由台大、台師大、台科大三校成立之國立台灣大學系統基金會董事許和捷在出席名單中，讓師大學生會質疑其出席立場，要求台大系統基金會必須出面說明。基金會透過網頁發出聲明，直接跟該活動撇清關係，說：「有關媒體報導本基金會許和捷董事參加中國大陸政協活動一事，謹聲明如下：本基金會並未受邀參加該項活動，更未推薦任何人代表出席。」
廣藝基金會董事長楊忠衡在個人臉書粉絲專頁發文回應：「老實說，大會主題和政治無關，整本活動手冊裡一個和『一國兩制』相關的字眼也沒有。」、「汪洋在台灣不是話題人物，他是什麼職位，我也是事後Google才知道。......這個時間點，真是到處是地雷，兩岸都一樣。」、「我對這件事倒是氣定神閒，認識我的人都知道，我是一個不依附任何既定思維的懷疑論和不可知論者。世事既無定數，我向來自己思考，自己走。」、「政治不是我熟悉的領域，自有高明人去論述和處理。......對各種場合，我仍不會迴避，葷素不拘，而且還要更勇於面對和參與。」、「 至於那些愛貼標籤，只會指東說西的人，由他們去吧。」

### 中國大陸
5月13日，汪洋在會見中國國民黨前主席洪秀柱時，汪洋表示：「因為現代資訊，把我們所有的情況都公諸於世，包括有一些我們不大願意讓別人知道的」。5月15日，中共中央台辦發言人馬曉光批評：「民進黨當局和台獨勢力阻撓、抹黑兩岸新聞交流」。